# Кадзельня (Мазовецьке воєводство)
Кадзельня (пол. Kadzielnia) — село в Польщі, у гміні Черниці-Борові Пшасниського повіту Мазовецького воєводства.
У 1975-1998 роках село належало до Цехановського воєводства.